# Gustav Läuppi
Gustav Läuppi (* 14. Oktober 1896 in Gränichen; † 15. Mai 1985 in Aarau) war ein Schweizer Radrennfahrer.

## Sportliche Laufbahn
Läuppi im Strassenradsport aktiv und Mitglied der Schweizer Nationalmannschaft. In der nationalen Meisterschaft im Strassenrennen der Amateure wurde er beim Sieg von Bruno Masoni 1920 Dritter. 1925 wurde er als Unabhängiger Zweiter in der Tour du Lac Léman hinter Marcel Perrière. Bei den Strassenradsport-Weltmeisterschaften 1924 kam er als 16. ins Ziel. Läuppi war Gründungsmitglied und Vorstand im «Radfahrerverein Gränichen».